# Sent Estève de l'Ome
Sent Estève de l'Ome (en francès Saint-Étienne-de-l'Olm) és un municipi francès situat al departament del Gard i a la regió d'Occitània.